# 코넬의 상자
"코넬의 상자"는 2025년 1월 8일에 개봉한 대한민국의 영화이다.

## 줄거리
어릴적부터 절친인 은우와 태이, 항상 서로를 위로하면서 작품세계를 공유하던중 어느 날 갑자기 태이의 여자친구 유진이 전혀 이해할 수 없는 자살을 하게 된다. 이 상황을 받아들이지 못한 태이는 유진의 유일한 혈육 여동생 유림과 함께 사건의 진실을 파헤치기 시작하며 유진의 상상하지 못했던 과거가 드러나며 마침내 너무나도 소름이 치솟을 만한 상상조차 할수도 없는 반전이 폭발한다. 감히.. 어떻게.. 이렇게.. 믿기 힘든.. 일이...

## 캐스팅

### 주연
- 동하 : 김태이 역
- 지원 : 최유림 역

### 조연
- 김수민 : 최유진 역
- 도준영 : 이은우 역
- 지세현 : 성세현 역

## 같이 보기
- 2025년 대한민국의 영화 목록